# Rund um die Uhr
Rund um die Uhr ist eine 7-teilige Miniserie aus dem Jahr 1986, die im Auftrag des DDR-Fernsehens produziert wurde. In den Hauptrollen sind Hans-Georg Körbel und Constanze Roeder zu sehen. Die Regie bei allen Folgen führte Wolf-Dieter Panse.

## Handlung
Die Serie dreht sich hauptsächlich um den Alltag und die Erlebnisse der im Ost-Berliner Stadtteil Köpenick wohnenden Familie Kleinau. Der Hauptwachtmeister der Volkspolizei Martin Kleinau und seine als Krankenschwester arbeitende Frau Monika Kleinau haben zwei Kinder, Peter und Sabine. Neben ihren Kindern und ihrer täglichen Arbeit begleiten sie auch die Erlebnisse ihrer Verwandten, Freunde, Bekannten und Nachbarn.

## Produktion und Ausstrahlung
Die Serie wurde von Herbst 1985 bis zum Frühjahr 1986 ausschließlich in Ost-Berlin gedreht. Die Erstausstrahlung erfolgte ab dem 3. Oktober 1986 wöchentlich zur Hauptsendezeit im 1. Programm des DDR-Fernsehens.

## Episodenliste
- Folge 1: Besuch aus Gera/EA: 3. Oktober 1986
- Folge 2: Automarder/10. Oktober 1986
- Folge 3: Die verlorene Tochter/17. Oktober 1986
- Folge 4: Der fliegende Holländer/24. Oktober 1986
- Folge 5: Giftige Kirschen/31. Oktober 1986
- Folge 6: Jackenklau und Alkohol/7. November 1986
- Folge 7: Sternenhimmel und Alltag/14. November 1986